# Długi dom

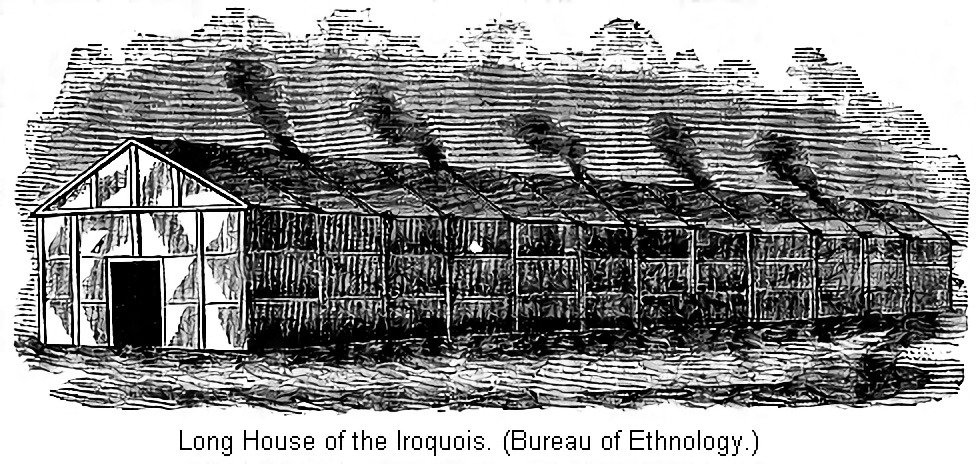
Tradycyjny długi dom Irokezów

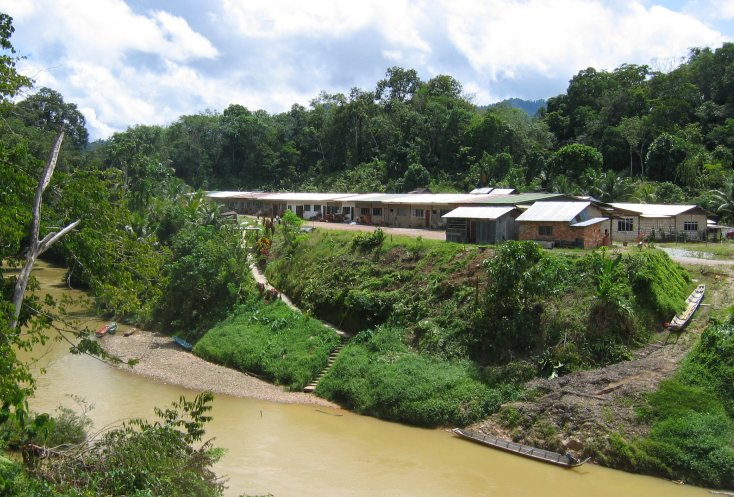
Współczesny długi dom z Borneo

Długi dom – rodzaj całorocznego budownictwa mieszkalnego, występującego w wielu kulturach. Domy te były zamieszkiwane przez jedną lub więcej rodzin.
Długi dom jest typem budownictwa drewnianego występujący wśród rdzennych mieszkańców Ameryki Północnej, a także w innych częściach świata, zwłaszcza w zachodniej Europie, Azji (długie domy na palach m.in. na Borneo) i Ameryce Południowej (Amazonia). 
Uważany jest często za najstarszy, już od neolitu, typ stałego budownictwa ludów osiadłych, utrzymujących się przynajmniej częściowo z rolnictwa. 

## Długie domy w Europie
Pierwsze europejskie długie domy datowane są na ok. 5000 lat p.n.e., związane z kulturą ceramiki wstęgowej rytej. 
Długie domy były obecne w północnej i zachodniej Europie, m.in. w Niemczech, Anglii, Walii, Szkocji i Skandynawii. 
W Skandynawii długie domy były charakterystyczne dla kultur wikingów, jednak strukturalnie różniły się od tych w Brytanii. W Skandynawii odkryto pozostałości takich struktur sprzed ponad 1800 lat. Niedawne wykopaliska w Øvre Eiker w Norwegii ujawniły długi dom o imponujących rozmiarach – szerokości 16 metrów i centralnej nawie o szerokości 9 metrów. Budowla ta mogła pełnić rolę sali królewskiej. 
Niektóre typy długich domów wikingów i mieszkańców Wysp Brytyjskich zachowały się do czasów współczesnych: angielski Dartmoor longhouse, szkocki black house. 

## Długie domy w Ameryce Północnej
Budowle te miały prostokątny plan i były wykonane z drewnianych pali oraz desek. Dachy były dwuspadowe lub łukowate, z otworami dymnymi umożliwiającymi wentylację. Ściany i dachy pokrywano korą drzew, najczęściej brzozową. Typowy długi dom Irokezów miał około 25 metrów długości oraz 5 metrów szerokości i wysokości. Wewnątrz znajdował się centralny korytarz z paleniskami, a po obu jego stronach ulokowane były pomieszczenia mieszkalne dla spokrewnionych rodzin. Długie domy nie posiadały okien; światło i wentylację zapewniały otwory w dachu. Wejścia umieszczano zazwyczaj na obu końcach budynku. W chłodniejsze dni otwory wejściowe zasłaniano skórami zwierząt.
W przeszłości były to budowle charakterystyczne m.in. dla stałych osiedli Irokezów i innych rdzennych plemion Wschodniej Krainy Lasów oraz plemion Wybrzeża Północno-Zachodniego w Ameryce Północnej. Długie domy w Ameryce Północnej posiadały jedno lub dwa wejścia w ścianach szczytowych (najdłuższe miewały też wejścia w ścianach bocznych) i miały wydzielone wnęki lub pomieszczenia przeznaczone dla kilku spokrewnionych ze sobą rodzin. Mogły liczyć do 100 m długości i od 5 do 7 m szerokości. U Irokezów długie domy miały dwa wejścia, ich długość wynosiła zwykle ok. 25 m, a szerokość i wysokość ok. 5 m. Nad Pacyfikiem długie domy miały ok. 20 m długości, jedno wejście od strony wybrzeża, były kryte deskami oraz korą i bogato zdobione rysunkami i płaskorzeźbami. Otwory wejściowe w chłodniejsze dni zasłaniano skórami, nad Pacyfikiem część konstrukcji wejściowej stanowił często totem.
Długie domy nie miały okien, miały jedynie niewielkie otwory w dachu, którymi wydobywał się dym z ognisk rozpalanych w wiodącym przez środek domu przejściu i używanych zwykle przez kilka rodzin (u Irokezów) lub pojedyncze rodziny (nad Pacyfikiem). W rodzinnych pomieszczeniach po obu stronach korytarza znajdowały się m.in. drewniane platformy do spania i drewniane podłogi. W Ameryce Północnej długie domy budowane były od czasów poprzedzających kontakty rdzennych mieszkańców Ameryki Północnej z Europejczykami po czasy współczesne, gdy odtwarzane są w skansenach i służą jako miejsca spotkań, edukacji oraz tradycyjnych uroczystości lokalnych społeczności tubylczych Amerykanów z rezerwatów rdzennej ludności.

## Długie domy w Azji
W Azji, zwłaszcza na Borneo, długie domy na palach były tradycyjnymi budowlami charakterystycznymi dla rdzennych plemion, takich jak Iban czy Dajakowie. Podniesione konstrukcje chroniły mieszkańców przed powodziami i dzikimi zwierzętami oraz zapewniały lepszą wentylację w wilgotnym klimacie. Długie domy na Borneo budowane są na palach, osiągających wysokość od 3 do 10 metrów, co chroni mieszkańców przed powodziami i dzikimi zwierzętami. Tradycyjnie wznoszone z twardego drewna żelaznego (belian) lub bambusa, mogą osiągać długość od 180 do 300 metrów i mieścić dziesiątki rodzin pod jednym dachem. Każda rodzina zajmuje prywatne bilek (pomieszczenie), podczas gdy przestrzenie wspólne, takie jak pante (taras) i samik (obszar mieszkalny), sprzyjają interakcjom społecznym. Elementy dekoracyjne, takie jak rzeźbione zakończenia dachów i wzory Dayak, odzwierciedlają tożsamość plemienną.